# تسمم بالحديد
التسمم بالحديد أو التسمم الحديدي هو زيادة في حمل الحديد تسببه زيادة كبيرة في كمية الحديدالمأخوذة وعادةً ما تشير إلى زيادة الحمل الحاد وليس التدريجي. ارتبط هذا المصطلح بشكل أساسي بالأطفال الصغار الذين تناولوا كميات كبيرة من حبوب مكملات الحديد، التي تشبه الحلويات؛ حيث تستخدم على نطاق واسع بين النساء الحوامل. تعتبر جرعة 3 غرامات قاتلة لطفل يبلغ من العمر عامين. وضعت الولايات المتحدة توصيات وقيود على تعبئة الجرعات التكميلية التي تتجاوز 250 ملغم منذ عام 1978، وقد أدت التوصيات إلى تقليل عدد الوفيات الناجمة عن تسمم الحديد سنويًا إلى ما يقرب من الصفر منذ عام 1998. لم يتم التعرف على حالات تسمم بالحديد مرتبطة بتعدين الحديد.[بحاجة لمصدر]

## العلامات والأعراض
أول مؤشر لتسمم حديد عن طريق الابتلاع هو آلام المعدة، حيث أن الحديد يسبب تآكل بطانة الجهاز الهضمي، بما في ذلك المعدة. الغثيان والقيء من الأعراض الشائعة وقد يحدث تقيؤ دموي. ثم يختفي الألم لمدة 24 ساعة حيث يُمتص الحديد في الجسم، مما يؤدي إلى الحماض الأيضي، الذي يؤدي بدوره إلى تلف الأعضاء الداخلية، وخاصةً الدماغ والكبد. تسمم الحديد يمكن أن يسبب صدمة نقص حجم الدم بسبب قدرة الحديد القوية على توسيع الأوعية الدموية. [بحاجة لمصدر] إذا ماحدثت الوفاة فإنها تنجم عن فشل الكبد. [بحاجة لمصدر]

إذا كان تناول الحديد المفرط لفترة طويلة من الزمن، فمن المحتمل أن تكون الأعراض مشابهة لأعراضفرط حمل الحديد.

## الأسباب
في الطبيعة، يوجد الحديد عادةً في شكله المؤكسد؛ وهو أكسيد الحديد الثلاثي، وهو غير قابل للذوبان. الحديد الثنائي، قابل للذوبان وتختلف سُمّيته، إلى حد كبير مع سلامة بطانة الجهاز الهضمي. وعادة ما تستخدم مكملات الحديد لعلاج فقر الدم. تشمل الطرائق ما يلي: النظام الغذائي، ومكافحة الطفيليات، وفيتامين ألف، و فيتامين ب2، وفيتامين C (للامتصاص)، وحامض الفوليك، وفيتامين ب12، ومكملات الفيتامينات المتعددة، مع أو بدون الحديد؛ يحتمل تجنب المكملات الغذلئية المحتوية على الحديد.

### الجرعة السامة
كمية الحديد المبتلعة قد تعطي فكرة عن السمية المحتملة. الجرعة العلاجية لفقر الدم الناجم عن نقص الحديد هي 3-6  ملغ / كغ / يوم. تبدأ التأثيرات السمية في الجرعات التي تزيد عن 10-20  ملغم / كغم من عنصر الحديد. يؤدي بلع أكثر من 50  ملغم / كغم من الحديد إلى سُمّية شديدة.
- قرص 325 ملغ من كبريتات الحديدوز المائي لديه 65  ملغ (20 ٪) من الحديد.
- يحتوي قرص 325 ملغ من غلوكونات الحديد على 39 ملغ (12 ٪) من الحديد.
- قرص 325 ملغ من فومارات الحديد يحتوي على 107.25  ملغ (33 ٪) من الحديد.
- 200 ملغ من كبريتات الحديدوز المجففة، لديه 65 ملغ (33 ٪) من الحديد.

## التشخيص
يمكن أن يكون للتاريخ التفصيلي للابتلاع وخاصة عدد الأقراص التي تم تناولها أهمية كبيرة في التشخيص. يمكن إجراء تشخيص التسمم بالحديد في غياب التاريخ المرضي المحدد من خلال التشخيص السريري للأعراض والعلامات، وتخيل التحقيق والتقييم المعملي. يمكن تصوير أقراص الحديد عن طريق التصوير الشعاعي. يمكن اختبار مستويات الحديد في مصل الدم وهي مفيدة فيما يتعلق بإعطاء أدوية ترتبط بالحديد مثل الديفيروكسامين وتبطل أثره. يتبع وصل المريض للعيادة في غياب العلاج عدة مراحل تعتمد على الجرعة (كمية الحديد التي تم تناولها):
| المرحلة | وقت ما بعد الابتلاع | العلامات | الأعراض                                                                                                 |
| 1       | 1-6 ساعات           | القيء، الإسهال، نزف هضمي، صدمة الدورة الدموية الناجمة عن النزف وتوسع الأوعية.                                    | الآلام البطن                                                                                            |
| 2       | 6-12 ساعة           | اختفاء بعض العلامات على حسب العلاج والجرعة من التسمم                                                             | اختفاء الأعراض (تعتبر فترة خطيرة إذا كان التسمم الحاد ولكن إذا كان خفيفًا فقد تشير إلى نقطة تحول حقيقية) |
| 3       | 12-36 ساعة          | الحماض الأيضي، هبوط الدورة الدموية، الفشل الكبدي القصور الكلوي تخثر منتشر داخل الأوعية انخفاض الاستجابات العصبية | |
| 4       | 2-6 أسابيع          | علامات التليف في المنطقة البوابية وفي أماكن أخرى في الأمعاء مع تضيق مصاحب.                                       | |

## العلاج
يتكون العلاج من تنظيف الحديد من الدم، باستخدام عامل مستخلب مثل الديفيروكسامين. إذا فشل الاستخلاب، فإن غسيل الكلى هو الخطوة التالية.

## الحواشي والمراجع
1. ↑  "Al-Qamoos القاموس - English Arabic dictionary / قاموس إنجليزي عربي". www.alqamoos.org. مؤرشف من الأصل في 2019-12-14. اطلع عليه بتاريخ 2019-09-16.
2. ↑  Valentine، Kevin؛ Mastropietro، Christopher؛ Sarnaik، Ashok P. "Infantile iron poisoning: Challenges in diagnosis and management". Pediatric Critical Care Medicine. ج. 10 ع. 3: e31–e33. DOI:10.1097/pcc.0b013e318198b0c2. مؤرشف من الأصل في 2019-12-14.
3. ↑  "Iron Toxicity, What You Don't Know". Plants Poisonous to Livestock. Cornell University Department of Animal Science. مؤرشف من الأصل في 2015-08-28. اطلع عليه بتاريخ 2012-04-09.
4. ↑  Tenenbein، M. (يونيو 2005). "Unit-Dose Packaging of Iron Supplements and Reduction of Iron Poisoning in Young Children". Arch Pediatr Adolesc Med. ج. 159: 557–560. DOI:10.1001/archpedi.159.6.557. PMID:15939855. مؤرشف من الأصل في 2012-02-08.
5. ↑  "AAPCC Annual Reports". American Association of Poison Control Centers. مؤرشف من الأصل في 2008-05-22.
6. ↑  "Guidelines for the Use of Iron Supplements to Prevent and Treat Iron Deficiency Anemia" (PDF). International Nutritional Anemia Consultative Group, International Life Sciences Institute Press. 2000. مؤرشف من الأصل (PDF) في 10 سبتمبر 2008. اطلع عليه بتاريخ أكتوبر 2020. {{استشهاد ويب}}: تحقق من التاريخ في: |تاريخ الوصول= (مساعدة)
7. ↑  Allen LH (أبريل 2002). "Iron Supplements: Scientific Issues Concerning Efficacy and Implications for Research and Programs". J. Nutr. ج. 132 ع. 4: 813S–9S. PMID:11925487. مؤرشف من الأصل في 2009-05-27.
8. ↑  "What Is Anemia?". National Heart, Lung, and Blood Institute, U.S. Dept. of Health and Human Services. 18 مايو 2012. مؤرشف من الأصل في 2011-06-07.
9. ↑  "Hemochromatosis and Anemia Diet". Iron Overload Diseases Association. مؤرشف من الأصل في 26 يوليو 2011. اطلع عليه بتاريخ أغسطس 2020. {{استشهاد ويب}}: تحقق من التاريخ في: |تاريخ الوصول= (مساعدة)
10. ↑  "Iron Poisoning". Webmd.com. مؤرشف من الأصل في 2019-04-05. اطلع عليه بتاريخ 2012-04-09.
11. ↑  "Approach to the child with occult toxic exposure". www.uptodate.com. مؤرشف من الأصل في 2018-01-05. اطلع عليه بتاريخ 2018-01-04.

## روابط خارجية
- "Iron poisoning". General Practice Notebook. مؤرشف من الأصل في 2016-03-05.
- "Iron Poisoning". WebMD. مؤرشف من الأصل في 2019-04-05.
- O’Malley، Gerald F.؛ O’Malley، Rika. "Iron Poisoning". Poisoning, Injuries and Poisoning, Merck Manual Home Edition. Merck Sharp & Dohme. مؤرشف من الأصل في 2014-03-31. O’Malley، Gerald F.؛ O’Malley، Rika. "Iron Poisoning". Poisoning, Injuries and Poisoning, Merck Manual Home Edition. Merck Sharp & Dohme. مؤرشف من الأصل في 2014-03-31. O’Malley، Gerald F.؛ O’Malley، Rika. "Iron Poisoning". Poisoning, Injuries and Poisoning, Merck Manual Home Edition. Merck Sharp & Dohme. مؤرشف من الأصل في 2014-03-31. O’Malley، Gerald F.؛ O’Malley، Rika. "Iron Poisoning". Poisoning, Injuries and Poisoning, Merck Manual Home Edition. Merck Sharp & Dohme. مؤرشف من الأصل في 2014-03-31. على merckmanuals